# Fülöpháza
Fülöpháza è un comune dell'Ungheria di 938 abitanti (dati 2005). È situato nella contea di Bács-Kiskun.